# نوریچ، ورمونت
نوریچ (به انگلیسی: Norwich) یک منطقهٔ مسکونی در ایالات متحده آمریکا است که در شهرستان وینزر، ورمانت واقع شده است. نوریچ ۱۱۵٫۷ کیلومتر مربع مساحت و ۳٬۴۱۴ نفر جمعیت دارد و ۲۷۴ متر بالاتر از سطح دریا واقع شده است.